# Bain Capital
Bain Capital er en amerikansk investeringsvirksomhed med hovedkvarter i Boston, Massachusetts. Den er specialiseret i kapitalfonde, venturekapital, kredit, investeringsfonde og fast ejendom. Bain Capital har over 155 mia. amerikanske dollar i investeret kapital. Virksomheden blev etableret i 1984 af partnere fra konsulentvirksomheden Bain & Company.